# O-1238
O-1238 je lek koji je kanabinoidni derivat. On se koristi u naučnim istraživanjima. O-1238 je parcijalni agonist kanabinoidnog receptora CB1, sa maksimalnom stimulacijom od 58.3% i Ki vrednošću od 8,45 nM.